# Guglielmo III di Aquitania
Guglielmo Testa di Stoppa (Caput stupe), conosciuto anche come Guglielmo di Poitiers (910 – Poitiers, 3 aprile 963), fu conte di Poitiers dal 934, conte d'Alvernia dal 955 e duca d'Aquitania dal 959 fino alla sua morte.

## Origine
Secondo il monaco e storico, Ademaro di Chabannes, era figlio del duca d'Aquitania, conte d'Alvernia e conte di Poitiers, Ebalus il Bastardo e della sua prima moglie, Aremburga; la discendenza è confermata anche dal Chronico Comitum Pictaviæ, che lo definisce Testa di Stoppa (Caput stupe). Ebalus era figlio del duca d'Aquitania, conte di Poitiers e conte d'Alvernia, Ranulfo II e di una sua concubina di cui non si conosce né il nome né gli ascendenti; la discendenza è confermata anche dal Chronicon Santi Maxentii Pictavinis.

## Biografia
Nel 934, alla morte del padre, gli subentrò nel titolo di conte di Poitiers.
Richard, A. nell'Histoire des Comtes de Poitou (ed. 1903), narra che Guglielmo fu subito in conflitto con Ugo il Grande, duca dei Franchi e conte di Parigi.
Nel 935, Guglielmo sposò Gerloc (917-962, ribattezzata Adele) di Normandia, figlia del duca di Normandia, Rollone (870-927) e della seconda moglie, Poppa di Bayeux.
Nel 942, come riportato da Richard, A. nell'Histoire des Comtes de Poitou (ed. 1903), Guglielmo divenne abate laico di Saint-Hilaire-de-Poitiers.
Dopo il 944, anche perché dal 936 era re di Francia il carolingio Luigi d'Oltremare, Guglielmo cercò di rientrare in possesso di Alvernia ed Aquitania.
Nel 955, Guglielmo fu riconosciuto conte d'Alvernia e di Limoges, mentre la cancelleria reale non gli concesse quello di duca d'Aquitania, pur lasciandogli governare il ducato e, ma il titolo fu concesso al duca di Parigi (o duca dei Franchi o duca di Neustria), Ugo il Grande che con l'appoggio di Luigi IV d'Oltremare, tentò di occupare l'Aquitania, ma fu sconfitto da Guglielmo.
Il nuovo re di Francia Lotario, sempre nel 955, concesse a Ugo anche il titolo di conte di Poitiers e, secondo il Chronicon Santi Maxentii Pictavinis, accompagnò il duca all'assedio di Poitiers, che però resistette e Guglielmo mantenne il titolo.
Nel 956, alla morte di Ugo il Grande, il figlio, Ugo Capeto, ottenne il titolo di duca d'Aquitania, ma non fece nulla per conquistarla, se si esclude un pallido tentativo, nel 958.
Solo nel 959 a Guglielmo fu concesso il titolo di conte del ducato d'Aquitania, mentre Ugo Capeto fu confermato nel titolo ancora nel 960.
Guglielmo si riavvicinò a Lotario, che gli confermò la carica di abate di Saint-Hilaire-le-Grand, che sarà per sempre unita a quella di conte di Poitiers.
Tra il 961 ed il 962, sembra, gli fosse riconosciuto il titolo di duca d'Aquitania (Willelmi duci Aquitanorum cognomento Caput-Stupæ), come viene ricordato in alcuni documenti di quel periodo. Comunque, pur governando direttamente solo le contee di Poitiers e d'Alvernia, Guglielmo III dimostrò di avere un buon controllo sul ducato.
Creò una biblioteca Ducale nel suo palazzo di Poitiers.
Guglielmo morì il 3 aprile 963, lasciando i titoli di duca d'Aquitania e conte di Poitiers al figlio Guglielmo, a cui aveva già lasciato tutti i suoi titoli, nel 962, dopo essersi ritirato nel monastero di Saint-Cyprien de Poitiers, dove fu inumato.

## Discendenza
Guglielmo e Adele ebbero due figli:
- Guglielmo Braccio di Ferro (935 - 993), duca d'Aquitania e conte di Poitiers.
- Adelaide (952-1004), regina di Francia, che sposò, nel 968, il futuro re di Francia Ugo Capeto (940-996).

## Ascendenza
|                           |   |                       | Genitori |  |  | Nonni |  |  | Bisnonni              |  |  | Trisnonni            |  |
|                           |   |                       |          |  |  |       |  |  | Ranulfo I di Poitiers |  |  | Gerardo I d'Alvernia |  |
|                           |   |                       |          |  |  |       |  |  | Ranulfo I di Poitiers |  |  | Gerardo I d'Alvernia |  |
|                           |   | Ildegarda dei Franchi |          |  |  |       |  |  | Ranulfo I di Poitiers |  |  |                      |  |
| Ranulfo II di Poitiers    |   |                       |          |  |  |       |  |  | Ranulfo I di Poitiers |  |  |                      |  |
|                           |   | Blichilde del Maine   | …        |  |  |       |  |  |                       |  |  |                      |  |
|                           |   | Blichilde del Maine   | …        |  |  |       |  |  |                       |  |  |                      |  |
|                           |   | Blichilde del Maine   | …        |  |  |       |  |  |                       |  |  |                      |  |
| Ebalus di Aquitania       |   | Blichilde del Maine   |          |  |  |       |  |  |                       |  |  |                      |  |
|                           |   | …                     | …        |  |  |       |  |  |                       |  |  |                      |  |
|                           |   | …                     | …        |  |  |       |  |  |                       |  |  |                      |  |
|                           |   | …                     | …        |  |  |       |  |  |                       |  |  |                      |  |
| …                         |   | …                     |          |  |  |       |  |  |                       |  |  |                      |  |
|                           |   | …                     | …        |  |  |       |  |  |                       |  |  |                      |  |
|                           |   | …                     | …        |  |  |       |  |  |                       |  |  |                      |  |
|                           |   | …                     | …        |  |  |       |  |  |                       |  |  |                      |  |
| Guglielmo III d'Aquitania |   | …                     |          |  |  |       |  |  |                       |  |  |                      |  |
|                           | … | …                     |          |  |  |       |  |  |                       |  |  |                      |  |
|                           | … | …                     |          |  |  |       |  |  |                       |  |  |                      |  |
|                           | … | …                     |          |  |  |       |  |  |                       |  |  |                      |  |
| …                         | … |                       |          |  |  |       |  |  |                       |  |  |                      |  |
|                           |   | …                     | …        |  |  |       |  |  |                       |  |  |                      |  |
|                           |   | …                     | …        |  |  |       |  |  |                       |  |  |                      |  |
|                           |   | …                     | …        |  |  |       |  |  |                       |  |  |                      |  |
| Aremburga                 |   | …                     |          |  |  |       |  |  |                       |  |  |                      |  |
|                           |   | …                     | …        |  |  |       |  |  |                       |  |  |                      |  |
|                           |   | …                     | …        |  |  |       |  |  |                       |  |  |                      |  |
|                           |   | …                     | …        |  |  |       |  |  |                       |  |  |                      |  |
| …                         |   | …                     |          |  |  |       |  |  |                       |  |  |                      |  |
|                           |   | …                     | …        |  |  |       |  |  |                       |  |  |                      |  |
|                           |   | …                     | …        |  |  |       |  |  |                       |  |  |                      |  |
|                           |   | …                     | …        |  |  |       |  |  |                       |  |  |                      |  |
|                           |   | …                     |          |  |  |       |  |  |                       |  |  |                      |  |

### Fonti primarie
- (LA)  Ademarus Engolismensis Historiarum.
- (LA)  Chronicon Santi Maxentii Pictavinis.

### Letteratura storiografica
- Louis Alphen, Francia: Gli ultimi Carolingi e l'ascesa di Ugo Capeto (888-987), in «Storia del mondo medievale», vol. II, 1979, pp. 636–661